# Mariano Miguel de Reynoso
Mariano Miguel de Reynoso Abril (Valladolid, 1796- 1863) fou un polític espanyol, el primer responsable del Ministeri de Foment d'Espanya del govern presidit per Juan Bravo Murillo, l'octubre de l'any 1851.
Nascut el 1799 al si d'una distingida família val·lisoletana, des de 1837 fins a 1846 va ocupar el càrrec de diputat a les Corts per Valladolid, per després convertir-se en Senador vitalici des de 1847 fins a la seva mort. Anteriorment va cursar els seus estudis a l'Acadèmia de Matemàtiques, a la Reial Acadèmia de Belles Arts de la Puríssima Concepció i també en la Milícia.
Va pertànyer a la Societat Econòmica d'Amics del País i a totes les societats val·lisoletanes de la primera meitat del segle xix, tant artístiques com culturals o polítiques. També va exercir el càrrec d'Alcalde de Valladolid i de president de la Diputació de Valladolid.